# Florian Czerwiński
Florian Jan Czerwiński (ur. 3 kwietnia 1940 w Chojnicach) – polski lekarz dentysta, chirurg szczękowy, profesor nauk medycznych, anatom.

## Życiorys
Studiował medycynę na Wydziale Stomatologii Pomorskiej Akademii Medycznej w Szczecinie, a także na Wydziale Lekarskim. Stopień doktora nauk medycznych uzyskał w 1972 roku, a w roku 1981 habilitację. Po ukończeniu studiów prowadził zajęcia z anatomii prawidłowej, pracując równocześnie w Klinice Chirurgii Szczękowo-Twarzowej PAM, w której uzyskał najpierw specjalizację II stopnia z chirurgii stomatologicznej (w 1974), a następnie specjalizację II stopnia z chirurgii szczękowej (1978). Od 1984 roku był kierownikiem Katedry i Zakładu Anatomii Prawidłowej i Klinicznej PAM, w 2010 roku przeszedł na emeryturę, ale nadal prowadził wykłady dla wydziału Lekarsko-Stomatologicznego. W 1991 został profesorem nadzwyczajnym, w 1992 profesorem zwyczajnym, a w 1998 otrzymał etat profesora zwyczajnego. Pełni funkcję członka Szczecińskiego Towarzystwa Naukowego i przewodniczącego Szczecińskiego Oddziału Polskiego Towarzystwa Anatomicznego.
Od 2 lipca 1982 pełnił obowiązki Dyrektora ds. Lecznictwa Państwowego Szpitala Klinicznego nr 2 w Szczecinie, od 1983 r. był Dyrektorem Naczelnym PSK-2 w Szczecinie, a następnie od 1984 do 2013 roku pełnił funkcję Dyrektora ds. Lecznictwa.
Opublikował około 225 prac dotyczących anatomii i patofizjologii układu autonomicznego, układu krwionośnego i budowy układu kostnego opublikowanych w czasopismach krajowych i zagranicznych. Razem z Adamem Krechowieckim jest współautorem podręcznika Zarys anatomii człowieka, którego pierwsze wydanie ukazało się w 1958 roku. W 2008 roku przy współudziale dr n. med. Grzegorza Sławińskiego i dr n. med. Wojciecha Kozika wydał zbiór testów z anatomii prawidłowej pt."Anatomia człowieka.1500 pytań testowych wielokrotnego wyboru". Był promotorem 21 ukończonych doktoratów. Napisał wiele recenzji prac doktorskich i habilitacyjnych oraz był recenzentem i superrecenzentem dorobku naukowego ubiegających się o tytuł profesora. Dnia 01.10.2013 roku został Rektorem Wyższej Szkoły Kosmetologii i Promocji Zdrowia w Szczecinie. 

## Nagrody i wyróżnienia instytucji i towarzystw naukowych
- Nagroda I Stopnia Ministra Zdrowia i Opieki społecznej za szczególnie ważne i twórcze osiągnięcia w roku akademickim 1987/88
- Nagroda I Stopnia Ministra Zdrowia i Opieki społecznej w zakresie osiągnięć dydaktycznych 1989 r.
- Nagroda I Stopnia Ministra Zdrowia i Opieki społecznej 3 lipca 1998 r. za opracowanie podręcznika „Zarys Anatomii Człowieka”

## Nagrody naukowe i dydaktyczne rektora PAM i PUM, odznaczenia i ordery
- Medal 25-lecia PAM za wybitne zasługi dla Rozwoju uczelni – 30.09.1977 r.
- Medal za Zasługi dla Rozwoju Uczelni – 29.09.1983 r.
- Złoty Krzyż Zasługi – 04.09.1985 r.
- Odznaczenie za zasługi Ochrony Zdrowia – 03.08.1987 r.
- Krzyż Kawalerski Orderu Odrodzenia Polski – 22.06.1998 r.
- Medal 50-lecia PAM za wybitne zasługi dla Rozwoju uczelni – 03.09.1998 r.
- Medal Komisji Edukacji Narodowej – 18.04.2005 r.
- Złoty Medal za Długoletnią Służbę – 19.09.2008 r.
- Srebrna Odznaka Honorowa Gryfa Pomorskiego za zasługi dla Woj. zachodniopomorskiego – 01.10.2014 r.
- Medal za Zasługi dla PUM w Szczecinie – 29.09.2018
- Wiele nagród naukowych i dydaktycznych Rektora Pomorskiej Akademii Medycznej oraz Rektora Pomorskiego Uniwersytetu Medycznego.

## Autorstwo podręczników
1. Przewodnik dydaktyczny dla studentów I roku I Wydziału Lekarskiego i II Wydziału Lekarskiego z Oddziałem Stomatologii. PAM, Szczecin, 1988 r.
2. Autor przewodnika do ćwiczeń dla studentów PAM. Wydawnictwo Pomorskiej Akademii Medycznej Szczecin 2003 r.
3. Współautor podręcznika „Zarys Anatomii Człowieka” A. Krechowiecki, F. Czerwiński. PZWL. Wydanie od III do VII. Ostatnie wydanie VIII 2009 r.
4. Autor podręcznika (i inni) „Anatomia Człowieka w Zarysie” Wydawnictwo Pomorskiej Akademii Medycznej Szczecin 2005 r., wyd. 1.
5. Główny redaktor tłumaczenia podręcznika „Anatomia Stomatologiczna” Autorstwa Juliana B. Woelfela i Rickne’a Scheida.- Wydawnictwo Czelej 2007 r.
6. Główny autor podręcznika „Anatomia Człowieka – 1500 pytań testowych wielokrotnego wyboru” Wydawnictwo Lekarskie PZWL, Warszawa 2008 r.
7. Autor podręcznika (i inni) „Human anatomy for medical students” Wydawnictwo Pomorskiej Akademii Medycznej Szczecin 2009 r.
8. Autor podręcznika (i inni) „Praktyczny podręcznik anatomii człowieka” Wydawnictwo Pomorskiej Akademii Medycznej Szczecin 2010 r.
9. Główny redaktor tłumaczenia podręcznika "Funny Annatomy".
10. Główny autor podręcznika „Anatomia Człowieka – 1200 pytań testowych jednokrotnego wyboru” Wydawnictwo Lekarskie PZWL, Warszawa 2013 r.
11. Autor rozdziału w podręczniku „Choroby serca u kobiet" pod red. Zdzisławy Kornacewicz-Jach i Marianny Janion, wyd. III, Drukarnia DUET, 2015 r.
12. „Zarys Anatomii Człowieka", wyd. IX, Wydawnictwo Lekarskie PZWL, Warszawa 2019 r.